# دونگلو
دونگلو (به لاتین: Dongluo) یک شهرک در جمهوری خلق چین است که در شهرستان فوسوی واقع شده‌است. دونگلو ۲۱۵٫۵ کیلومتر مربع مساحت و ۴۱٬۰۰۰ نفر جمعیت دارد.